# 大豐昌央
大豐昌央（1955年3月29日—），原名鈴木榮二，日本新潟縣魚沼市出身的前大相撲力士。現役時代身高187cm、165kg。最高位置是西小結（1983年1月場所），所屬的相撲部屋是時津風部屋。

## 來歷
他在18歲時經介紹加入時津風部屋學習相撲，在1973年11月初次比賽，在1982年5月到達幕內級別。
他在1983年1月昇至小結，之後因傷患成績下滑，1987年1月場所後引退，之後襲名荒汐留在時津風部屋指導後輩。2002年6月分家成立荒汐部屋，培養出蒼國來榮吉、若隆景、若元春港三位關取。
2020年3月26日宣布退職，部屋由蒼國來繼承。